# Термес
Термес (или Пермес) је у грчкој митологији био речни бог. 

## Митологија
Био је речни бог у Беотији у централној Грчкој. Његова река је извирала на планини Хеликон, протицала северном страном крај града Аскра и уливала се у језеро Копајис. Најважније суседне реке су биле Кефис на северозападу, Лам на југу, Исмен на југоистоку и Плејист (или Плист) на западу. Његови родитељи су највероватније били Океан и Тетија, а према Паусанији, кћерка му је била Аганипа. Приписују му се и кћерке: Аскра, Либетријада и Петра (Либетриде), Еуфема, Телфуса и Тисба.